# Froukje de Both
Froukje Maria de Both (Amsterdam, 20 april 1972) is een Nederlands actrice, televisie- en radiopresentatrice en diskjockey.

## Loopbaan
De Both speelde vanaf 1997 de rol van Mariëtte in Goudkust. Ze werd in 1999 verkozen tot 'TVBabe of the Year'. In december 2001 en juni 2002 verscheen ze in de Playboy.
In 2001 acteerde ze ook in Costa! als Agnetha, de vriendin van Frida, en speelde ze ook mee in de wintervariant: Pista!. Vanaf mei 2002 presenteerde ze op vrijdagavond samen met Niels Hoogland het radioprogramma Niels & Froukje op Radio 538. In maart 2005 werd haar contract hier met drie jaar verlengd, de eerste keer dat een vrouwelijke diskjockey een langdurig contract bij een commerciële radiozender kreeg. In deze maand begon ze tevens met een nieuw radioprogramma: D'r uit met Froukje en Jens. Dit programma, dat ze met Jens Timmermans presenteerde, werd zondagsochtends van 8 tot 12 uur uitgezonden. Het vroege uitzendtijdstip bleek lastig voor De Both, waardoor ze besloot uit het programma te stappen. Vanaf januari 2006 presenteert Timmermans het programma alleen.
De Both presenteerde vanaf de zomer tot eind oktober 2005 bij Talpa het dagelijkse programma Thuis. Het programma werd stopgezet vanwege tegenvallende kijkcijfers. In 2006 deed De Both mee aan het televisieprogramma Dancing on Ice op RTL 4, waarin ze samen met haar schaatspartner Vitali Baranov meedeed in de strijd. Ze werd uitgeschakeld in de finale.
In het voorjaar van 2007 werd het programma Wie wordt de man van Froukje? uitgezonden op RTL 4, waarin De Both deed alsof ze op zoek was naar de man van haar dromen. Martijn Krabbé presenteerde het programma. Uiteindelijk kreeg De Both geen relatie met de winnende man van het programma, Alexander. In oktober 2007 won De Both tweemaal de prijs 'het lelijk ding' voor slechtste presentatrice, een verkiezing georganiseerd door Veronica. Ze won de prijzen voor slechtste radioprogramma en slechtste radiopresentatrice.
In 2007 is De Both presentatrice van de voor- en nabeschouwing van RTL GP, het programma dat verslag doet van de Formule 1. Sinds de herfst van 2008 presenteert ze samen met Sybrand Niessen het televisieprogramma TV Makelaar. Omdat Sybrand naar een andere zender is gegaan, heeft Tim Immers het van hem overgenomen. Vanaf 2011 presenteert ze dit programma met Lieke van Lexmond. In 2012 was De Both nog steeds een vast gezicht op RTL 4 en presenteerde ze naast TV Makelaar ook Ik kom bij je eten en viel ze in bij RTL Boulevard. Ook nam ze in 2014 voor één seizoen de presentatie van RTL Woonmagazine over van Nicolette van Dam die met zwangerschapsverlof was.
In het seizoen van 2015-2016 presenteerde De Both het programma Eigen Huis & Tuin bij RTL 4. Ook presenteert ze sinds 2015 het programma TV Makelaar: Mission Immpossible, tegenwoordig afwisselend met Evelyn Struik. Ook presenteerde ze programma's als Extreem Jaloers (2015), Gênante Tanden (2016) Ben Ik Te Min? (2017). Sinds najaar 2017 is De Both de vaste presentatrice van het programma RTL Woonmagazine. Sinds de zomer van 2018 is de Both weer af en toe te zien als presentatrice of co-presentatrice in RTL Boulevard.
De Both woonde tot 2012 samen en heeft uit die relatie een dochter. Op 9 juni 2012 werd bekend dat Froukje ging stoppen met haar programma op Radio 538. Ze moest weg omdat ze niet meer in de nieuwe programmering zou passen. Van 2012 tot 2018 had ze een relatie met dj Niek van der Bruggen.
In 2021 heeft ze een relatie met piloot Jordy.
De Both was in 2019 te zien als een van de deelnemers van het vierde seizoen van het televisieprogramma Het perfecte plaatje. In 2020 presenteerde ze het programma Goede tijden, zomer tijden waarin ze met oude en huidige acteurs of actrices over de RTL 4-soap Goede tijden, slechte tijden bijpraten over wat er geweest is en wat er gaat komen.
Sinds 31 augustus 2020 presenteert De Both het vernieuwde Eigen Huis & Tuin, onder de naam Eigen Huis & Tuin: Lekker Leven!.
In 2023 deed De Both mee aan het 23e seizoen van het televisieprogramma Wie is de Mol?, waarin ze als tweede afviel.

## Overige
- Gordon's Lifestyle (2001) (was een van de drie Angels in dit Yorin-programma van zanger/presentator Gordon)
- Zo Goed Als Nieuw (2002) (hier deed ze aan mee om haar racelicentie te halen)
- Jong Zuid (2003-2004) (multimediasoap)
- Webmee.tv (2006 en 2012) (programma op internet, kijken of ze haar eigen site kan bouwen)
- Dancing on Ice (2006) (Kunstschaatsen)
- Laat ze maar lachen (2009)
- Wat vindt Nederland? (2009, 2013)
- Alles mag op vrijdag (2014)
- Vier handen op één buik (2014)
- Het zijn net mensen (2017)
- Het perfecte plaatje (2019)
- Oh, wat een jaar! (2022)
- Wie is de Mol? (2023)
- The Masked Singer (2024)

## Musical/theater
- Love me just a little bit more. Rol: Melanie (2004-2005)
- GTST: Live Rol: Presentatrice (2011)

## Radio
Radio 538:
- Niels & Froukje (2002-2011)
- De Vrijdagavond van Froukje, Jelte van der Goot en Ruud de Wild (2011)
- Friday Night Live! (2011-2012)

## Zenders
| Jaar         | Medium |
| ------------ | ------ |
| 2000 - 2001  | Net5   |
| 2003 - 2004  | Yorin  |
| 2005 - 2006  | Talpa  |
| 2006, 2012   | RTL 5  |
| 2006 - heden | RTL 4  |
| 2007 - 2008  | RTL 7  |